# Саркофагіди
Саркофагіди, або сірі м'ясні мухи, м'ясоїдкові, заплювницеві мухи (Sarcophagidae) — родина двокрилих комах з підряду коротковусих (Brachycera). Включає понад 2500 видів. Саркофагіди поширені по всьому світі.

## Опис
Дрібні та великі мухи завдовжки від 4 до 23 мм. Це попелясто-сірі мухи з коричневими або чорними смужками на спині і сріблястим відблиском на черевці, що прикрашене шаховим візерунком. Тіло усіяне численними довгими щетинками, на які, коли вони відвідують квіти, налипає пилок. Очі червоного кольору, без волосків.

## Спосіб життя
Імаго живляться нектаром та рослинними соками. Самиці саркофагід живородні — народжують дрібних личинок I стадії. Личинки різних видів живуть у різноманітних субстратах та живляться різноманітною поживою. Личинки представників підродини Sarcophaginae живляться падлом — мертвими комахами, равликами або дрібними хребетними. Декілька видів живляться на гнилими тушами великих хребетних. Також можуть живитися гнилими рослинними рештками та екскрементами, і їх можна зустріти в компостних та вигрібних ямах. Представники підродини Miltogramminae є клептопаразитами бджіл та ос. Їхні личинки живуть у гніздах перетинчастокрилих та живляться нектаром та медом. До підродини Paramacronychiinae відносяться хижаки та паразитоїди безхребетних. Серед них є декілька видів ендопаразитів амфібій, плазунів та ссавців.

## Значення
Саркофагіди можуть бути переносниками прокази. У тканинах людей і тварин паразитують Wohlfahrtia magnifica, Wohlfahrtia nuba і Wohlfahrtia vigil, спричинюючи на шкірі міаз. Якщо випадково з'їсти личинку саркофагіди, у людини може виникнути кишковий псевдоміаз. З іншого боку, знищуючи падаль, саркофагіди грають важливу роль санітарів природи.
Життєвий цикл м'ясних мух добре вивчений, тому присутність їх личинок на трупах дозволяє встановити час смерті, що успішно застосовується в криміналістиці.